# American Recovery and Reinvestment Act of 2009
De American Recovery and Reinvestment Act of 2009 is een Amerikaanse wet die een pakket stimuleringsmaatregelen geeft ter bestrijding van de recessie die vanaf het eind van 2008 in de VS optrad als gevolg van de kredietcrisis. Het ontwerp kreeg kracht van wet op 17 februari 2009; in de daaraan voorafgaande weken werden zowel door het Huis van Afgevaardigden als door de Senaat aan groot aantal wijzigingen aangebracht. Het totale bedrag van de met deze regeling gemoeide stimuleringsmaatregelen wisselde hierdoor sterk. Uiteindelijk voorzag de wet in een $ 787 miljard aan maatregelen. 
Het doel van de wet waa de bestedingen te bevorderen, enerzijds door fiscale faciliteiten (belastingverlagingen voor consumenten en ondernemingen), en anderzijds door overheidsuitgaven. De wet is hiermee een voorbeeld van Keynesianisme. 
Het bedrag van $ 787 miljard is onder te verdelen in:
- Belastingverlagingen
  - Voor consumenten: $ 237 miljard
  - Voor ondernemingen: $ 51 miljard
- Overheidsuitgaven:
  - Gezondheidszorg: $ 147,7 miljard
  - Onderwijs: $ 90,9 miljard
  - Milieu: $ 7,2 miljard
  - Voor lagere inkomens, werklozen en job training: $ 82,5 miljard
- Investeringen in infrastructuur
  - Wegen, bruggen, rioleringen en openbaar vervoer: $ 51,9 miljard
  - Overheidseigendommen: $ 29,5 miljard
  - Overige investeringen: $ 15 miljard
- Energie: $ 61,3 miljard
- Volkshuisvesting: $ 12,7 miljard
- Wetenschappelijk onderzoek: $ 8,9 miljard
- Overige: $ 18,1 miljard